# Delaware State University
Die Delaware State University (auch DSU genannt) ist eine 1891 gegründete staatliche Universität in Dover im Norden des US-Bundesstaates Delaware. An der Universität waren im Jahr 2014 4.644 Studenten eingeschrieben. Sie gehört zur Gruppe der Historischen afroamerikanischen Colleges und Hochschulen.

## Geschichte
Das Delaware College for Coloured Students wurde am 15. Mai 1891 von der Generalversammlung von Delaware gegründet. Der Name wurde 1893 durch staatliche Gesetzgebungsmaßnahmen in State College for Coloured Students geändert, um Verwechslungen mit dem Delaware College zu vermeiden. 1898 wurden erstmals Abschlüsse verliehen. Am 1. Juli 1993 änderte die Institution ihren Namen erneut, diesmal in Delaware State University.
Die Delaware State University ist eines der wenigen historisch schwarzen Colleges und Universitäten, an denen das Rauchen verboten ist. Im Jahr 2015 begann die Universität, das Rauchen auf dem Campus einzustellen, indem sie es auf vier ausgewiesene Bereiche beschränkte und Bildungsressourcen zu Tools und Programmen zur Raucherentwöhnung bereitstellte. Im August 2015 wurde eine vollständig tabakfreie Politik eingeführt. 2017 erhielt die Universität für ihre Bemühungen den ACAS Health Leadership Award. Die Auszeichnung wurde gemeinsam von der Public Health Service Officers Foundation zur Förderung der öffentlichen Gesundheit, der Truth Initiative, den Arizonans Concerned About Smoking und der Arizona NAACP verliehen.
Die Sportteams der DSU sind die Hornets. Die Hochschule ist Mitglied in der Mid-Eastern Athletic Conference (MEAC).

## Persönlichkeiten

### Dozenten
- Louise Nixon Sutton, Mathematikerin und Hochschullehrerin

### Absolventen
- David G. Turner, kanadischer Astronom und emeritierter Professor